# Zelówek
Zelówek – wieś w Polsce położona w województwie łódzkim, w powiecie bełchatowskim, w gminie Zelów. W latach 1954–1969 w granicach Zelowa.
Przez wieś prowadzi  niebieski turystyczny Szlak „Osady Braci Czeskich” (65 km): Widawa (PKS) – Ruda – Chrząstawa – Faustynów – Walewice – Pożdżenice – Zelów – Zelówek – Bocianicha – Grzeszyn – Gucin – Rokitnica – Talar – Barycz – Ostrów – Łask Kolumna (PKP, PKS).

## Historia
Od 1867 w gminie Zelów. W okresie międzywojennym należał do powiatu łaskiego w woj. łódzkim. 16 września 1933 utworzono gromadę Kolonja Zelów w granicach gminy Zelów, Składającą się z kolonii Zelów i wsi Zelówek.
Podczas II wojny światowej włączony do III Rzeszy. Po wojnie mieјscowość powróciła do powiatu łaskiego w woj. łódzkim, nadal jako składowa gromady Zelów-Kolonia, jednej z 4 gromad gminy Zelów.
W związku reorganizacją administracji wiejskiej jesienią 1954, całą dotychczasową gromadę Zelów-Kolonia (z Zelówkiem) włączono do nowo utworzonej gromady Zelów.
13 listopada 1954, po pięciu tygodniach, gromadę Zelów zniesiono w związku z nadaniem jej statusu osiedla (robotniczego), w związku z czym Zelówek stał się integralną częścią osiedla Zelów, a po nadaniu Zelowowi status miasta 31 stycznia 1957 – częścią miasta.
1 stycznia 1970 Zelówek (425 ha) wyłączono z miasta Zelowa i włączono do gromady Zelów. W 1971 roku ludność wsi wynosiła 234.
W 1973 roku, w związku z kolejną reformą administracyjną, Zelówek włączono do reaktywowanej gminy Zelów w powiecie łaskim. W latach 1975–1998 Zelówek administracyjnie należał do województwa piotrkowskiego. Od 1999 w powiecie bełchatowskim w woj. łódzkim.